# Manfred Geist
Manfred Geist (* 23. September 1939 in Harheim; † 20. Juli 1997 in Hamburg) war ein deutscher Journalist.

## Leben

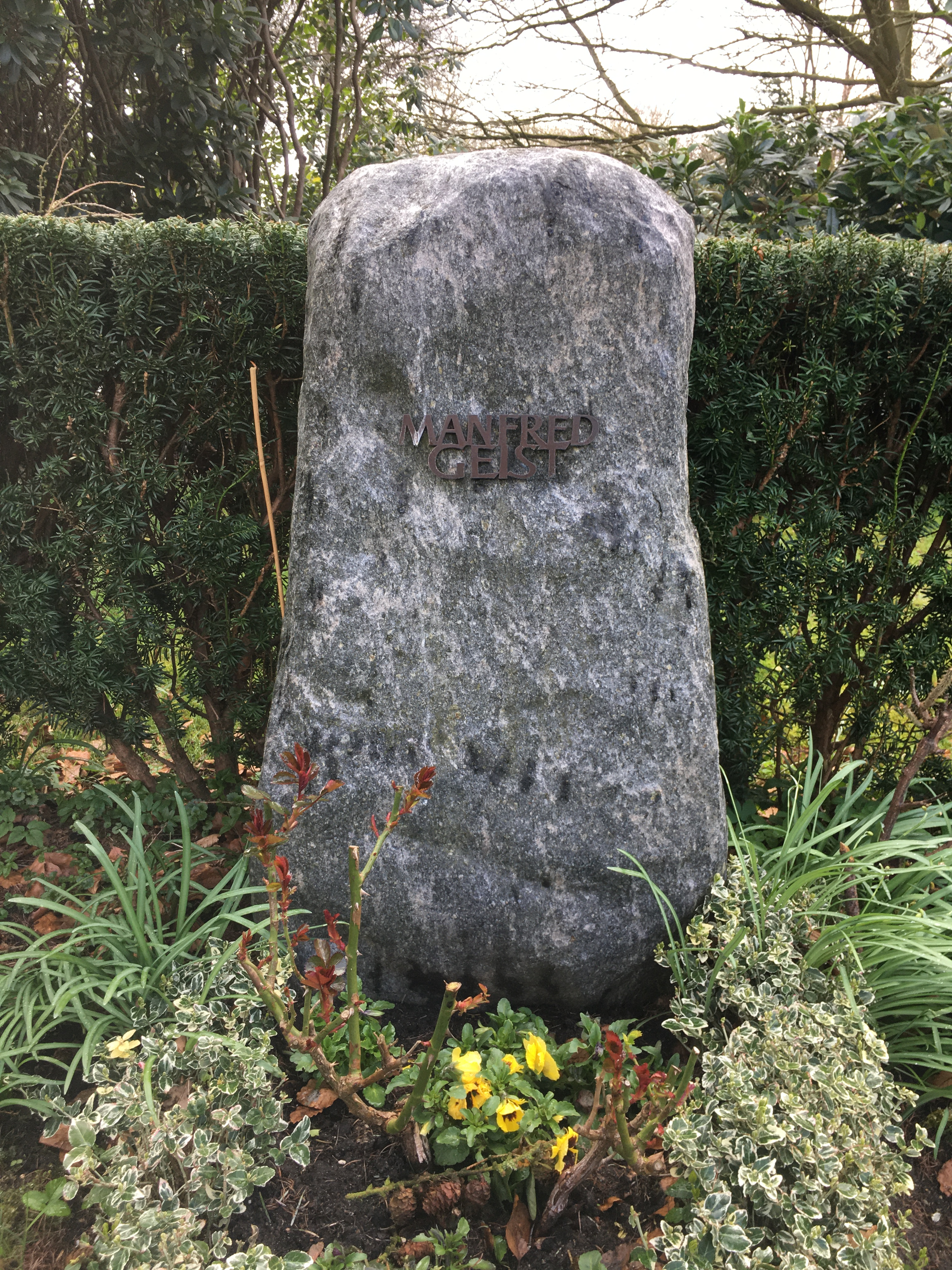
Grabstätte auf dem Friedhof Ohlsdorf

Geist begann 1966 als Volontär bei der Wirtschaftswoche. Später wurde er stellvertretender Chefredakteur. Er wechselte 1974 zum Axel-Springer-Verlag. Als stellvertretender Chefredakteur fungierte er dann bei der Illustrierten Bunte. Er war von 1979 bis 1994 gemeinsam mit Claus Jacobi Chefredakteur der Zeitung Welt am Sonntag. Danach war er Redaktionsdirektor der Welt und der Welt am Sonntag. 1995 wurde er alleiniger Chefredakteur der Welt am Sonntag und 1996 Herausgeber des Blattes.
Geist war Reserveoffizier bei der Fallschirmjägertruppe und gehörte dem Beirat Innere Führung an. Bei der Welt begründete er das Forum „Bundeswehr und Gesellschaft“. Dafür erhielt er das Ehrenkreuz der Bundeswehr in Gold.
Manfred Geist verstarb im Alter von 57 Jahren und wurde auf dem Friedhof Ohlsdorf beigesetzt. Die Grabstätte liegt im Planquadrat P 30 nördlich von Kapelle 10.